# Roularta Media Group
 (septembre 2018).
Si vous disposez d'ouvrages ou d'articles de référence ou si vous connaissez des sites web de qualité traitant du thème abordé ici, merci de compléter l'article en donnant les références utiles à sa vérifiabilité et en les liant à la section « Notes et références ».
Roularta Media Group est un groupe média en Belgique. Son siège social est situé à Roulers. Créé en 1954 par Willy De Nolf, il est aujourd’hui dirigé par Xavier Bouckaert.

## Histoire
Willy De Nolf (né en 1917 à Roulers en Belgique, où il est décédé en 1981) est le fondateur du conglomérat de médias Roularta Media Group.
Il fonde en 1954 son groupe à Roulers, en province de Flandre-Occidentale et est le fils de Joseph De Nolf (nl), ancien bourgmestre de Roulers.Son fils, Rik De Nolf, à repris la direction de Roularta Media Group en 1972.
L'entreprise a d'abord développé un journal hebdomadaire provincial à éditions locales en Flandre Occidentale : Krant van West-Vlaanderen (nl). Il compte actuellement (2024[Quand ?]400 000  lecteurs[réf. nécessaire]. Willy De Nolf a également eu l’idée d’établir une couverture nationale au moyen de journaux locaux gratuits : le groupe "De Streekkrant" avec plus de 50 éditions et 2,7 millions exemplaires du Streekkrant était distribué dans l’ensemble de la Flandre. L'hebdo a été remplacé par [réf. nécessaire]le journal de dimanche "De Zondag" diffusé dans toutes les communes de la Belgique néerlandophone dans les boulangeries et autres commerces ouverts le dimanche..
Roularta a créé de nombreux magazines hebdomadaires en Belgique. Les "news" Knack (avec Weekend Knack et  Focus Knack, Le Vif/L'Express ( avec Weekend Vif et Focus Vif) et "business" Trends et Trends/Tendances, 
En joint-venture 50/50 avec Bayard, Roularta a lancé les mensuels Plus Magazine en Belgique, Pays-Bas et Allemagne. Roularta a vendu ses activités en Allemagne (Plus, Frau im Leben et G/Geschichte) en 2024 pour se concentrer sur la Belgique et les Pays-Bas.
Roularta a repris les hebdos féminins Libelle/Femmes et Flair et les mensuels Feeling/Gael, Libelle Lekker, Libelle/Nest etc. pour la Belgique.
Roularta était également présent dans le milieu de l’audiovisuel en étant propriétaire à 50 % de Medialaan (anciennement VMMa) qui chapeaute les chaînes de télévision privée flamande VTM et les radios QMusic et Joe. Cette participation a été vendue au partenaire pendant 20 ans, le groupe DPG.
Roularta est toujours propriétaire à 100 % de la chaîne de télévision économique et financière Canal Z lancée en mai 2000 et de sa consœur flamande Kanaal Z (lancement en 1999).
Le groupe détenait de nombreux titres en France à travers des reprises. Il est entre autres l'acquéreur en 2006 du groupe français Express-Expansion (L'Express, L'Expansion, Lire, L'Étudiant, Mieux vivre votre argent ...). Ce groupe est ensuite rebaptisé Groupe Express-Roularta, intégrant le magazine Point de Vue et plusieurs autres titres : Côté Sud, Est, Ouest, Paris, Maison Magazine, Maison Française, IDEAT (50%), Studio, Classica, Pianiste etc. Le 9 janvier 2015, le groupe Roularta confirme avoir vendu à Patrick Drahi l'ensemble de ses activités françaises.
En 2016, Xavier Bouckaert succède à son beau-père Rik De Nolf qui devient président du groupe.
Le groupe était déjà présent au Pays-Bas avec Plus Magazine et Landleven (acquisition) et a développé son portefeuille avec plusieurs reprises depuis 2022 : les hebdos EW (le news anciennement Elsevier), Beleggersbelangen (placements) et les mensuels sports (Formule 1, Truckstar, Motor Nl, Promotor, Fiets, Fiets Actief, Procycling, Helden), lifestyle (Delicious, Seasons, Columbus Travel, Knipmode, Zin, Roots, Kijk, Vorsten) et en 2023 les magazines mindfulness (Happinez, Yoga, Psychologie Magazine, Flow).
Depuis 2018, Roularta a pris une participation de 50% dans Mediafin, l'éditeur des quotidiens De Tijd et L'Echo et les hebdos De Belegger et l'Investisseur.

## Actionnaires
Au 24 avril 2019
| Nom                                     | Actions    | %      |
| KOINON NV                               | 10.072.436 | 72,30% |
| Individuele en institutionele beleggers | 1.990.601  | 14,29% |
| Roularta eigen aandelen                 | 1.611.984  | 11,57% |
| CENNINI NV                              | 522 136    | 1,84%  |

## Stratégie
Le groupe Roularta Media suit une politique de production intégrée[réf. nécessaire]. Il possède une imprimerie située au siège, à Roulers, près de la frontière française, et tend à imprimer lui-même ses publications, y compris celles éditées hors des frontières. 50% de la capacité est utilisée pour des clients hors Belgique. Roularta est spécialisé dans le domaine de la production et le routage de publications internationales (Pour l'Europe : The Economist, Bloomberg Business Magazine, les suppléments magazine de FT, NYT e.a.) 
Roularta assure en général lui-même la régie publicitaire de ses publications.